# Moorbad

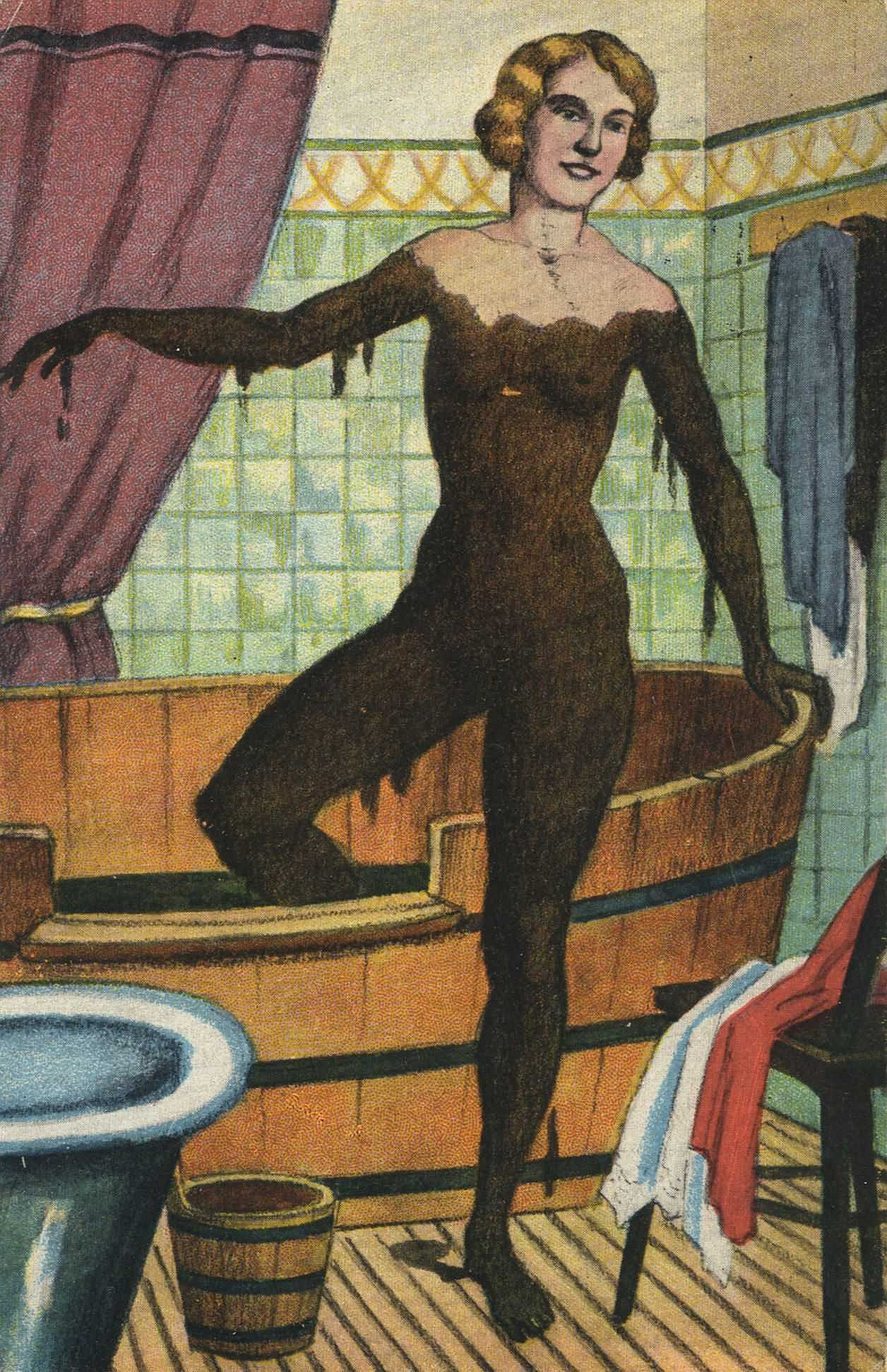
Frau nach einem Moorbad, Darstellung auf einer Ansichtskarte von 1927

Ein Moorbad ist ein Verfahren der Balneotherapie mit Teilbad oder Vollbad in Torf, der mit heißem Wasser zu breiiger Konsistenz vermischt wird. Die Wirkungen beruhen auf den Inhaltsstoffen des Torfs sowie auf dem hohen hydrostatischen Druck des Moorbreibades und auf dessen Wärme. Indikationen sind rheumatische und degenerative Gelenk- und Muskelerkrankungen. Da Torf Wärme sehr lange halten kann und sie nur allmählich abgibt, kommt dies den tiefergelegenen Gelenken und Knorpeln zugute.
Moorbäder sind sogenannte medizinische Bäder, deren Wirkungen nicht durchgängig durch klinische Studien belegt sind, aber empirisch teils mit Erfolg eingesetzt werden. Manche deutsche Krankenkassen bezahlen die Bäder, wenn sie Teil einer Therapie sind.

## Geschichte
Der natürlich vorkommende Rohstoff Torf hat eine lange Tradition als Heilmittel in der Medizin. Bereits aus dem 14. Jahrhundert ist belegt, dass insbesondere das Moorbad zur Behandlung zahlreicher Erkrankungen genutzt wurde. Das älteste noch in Betrieb befindliche Moorbad der Welt befindet sich in dem kleinen oberösterreichischen Ort Neydharting (Moorbad Neydharting).
Auch Paracelsus hatte das „Moor“ als Heilmittel bei verschiedenen Erkrankungen eingesetzt und nachgewiesen, dass es Schmerzen linderte. „Die ersten Untersuchungen über das physikalische Verhalten des Moores und des Moorbades sind von Cartellieri in Franzensbad, die ersten Untersuchungen über die physiologischen Wirkungen des Moores von Kisch in Marienbad angestellt worden.“ Gustav Loimann hat ebenfalls in Franzensbad erstmals chemische Analysen des dortigen Moorbades vorgenommen.
Heute gehören Moorbäder oder Aufschwemmungen von Torf in zahlreichen Kurorten zum Programm.
Als Nebenbedeutung bezeichnet das Wort Moorbad auch Kurorte (oder Ortsteile von Badeorten) mit Moorbädern (Moorheilbad). Das erste Moorbad Deutschlands entstand 1802 im niedersächsischen Bad Pyrmont. Im 19. Jahrhundert entstanden Moorbäder in zahlreichen europäischen Kurorten, u. a. in Marienbad (1813), Franzensbad (1827), Karlsbad (1836) und Bad Aibling (1845). Eine dritte Bedeutung eines Moorbades meint das Bad oder Baden in einer Moorlagerstätte.
Bis Anfang des 20. Jahrhunderts wurden auch Schlammbäder hergestellt aus den schlammigen Niederschlägen des Meeres und verschiedener Mineralwässer. Sie wurden in ihrer Wirkung den Moorbädern analog erachtet, wenn auch nicht ganz so wirksam, da bei gleichem thermischen und mechanischen Reiz nicht die gleichen hautreizenden Stoffe im „Seeschlamm“ enthalten sind wie im Torf.

## Begriffe
Als Oberbegriff versteht man unter Moorkuren die medizinische Nutzung der Moor-Konsistenz in Form von Moorbädern, Moorpackungen und Moorwasser-Trinkkuren zur Linderung von Krankheiten.
Die Materialien, die für Moorbäder verwendet werden, sind Wasser und Torf (sogenannter Badetorf, aufgeschwemmte zerkleinerte Moorerde, Heilbad mit Moorzusatz) in einem bestimmten Verhältnis. Der Begriff Moorbad ist zwar üblich, doch nicht korrekt, weil Moor eine Landschafts- und Vegetationsform bezeichnet, demzufolge kann man die Bezeichnung nur im übertragenen Sinn als „Bad im Moor“ verstehen. Man spricht auch vom Baden in Torfwassermischungen und in Moorbreibädern.
Moorteilpackungen nennt man auch Moorkataplasmen. Bei den sogenannten Mineralmoorbädern wird das Naturmoor gesiebt und zerkleinert und danach mit Mineralwasser versetzt. Schwefelmoorbäder enthalten viel Schwefel und Schwefelwasserstoff. Eisenmoorbäder wirken wie einfache Moorbäder. Einfach als Moor bezeichnete man auch die torfähnlichen Humussubstanzen, welche mit Mineralwasser durchtränkt als Mineralmoor zu Moorbädern verarbeitet wurden.
Das Verb moorbaden ist nur im Infinitiv gebräuchlich.

## Anwendung
Moorbäder sind die am häufigsten angewandten Peloid-Breibäder (Torfe und organische Schlamme), die im Allgemeinen bei einer Temperatur zwischen 38 und 45 °C verabreicht werden und dabei Steigerungen der Körperkerntemperatur des Patienten von bis zu 2 °C erreichen (abhängig vom Niveau des Peloidbreies in der Wanne, von der Dauer der Anwendung und der Art des Peloids).
Die Indifferenztemperatur von Moorbädern liegt bei etwa 38 °C; das ist diejenige Temperatur (Indifferenzpunkt), bei der subjektiv kein thermischer Reiz empfunden wird. So kann durch ein als isotherm empfundenes Moorbad von 38 °C eine leichte Überwärmung ausgelöst werden. Moorbäder werden erst ab 43 °C als heiß empfunden, sodass solche heißer als andere Bäder verabreicht werden können. Der Moorbrei enthält Huminsäuren und Gerbstoffe, welche zusammenziehend und entstauend wirken.
Es kann aufgrund des Anstiegs der Körperkerntemperatur zu beachtlichen physiologischen Reaktionen des Patienten kommen. Nach einigen Minuten Badezeit macht sich ein Anstieg der Kerntemperatur bemerkbar, welcher erfolgt, wenn die entfernteren Gebiete an der Körperaußenseite eine höhere Temperatur aufweisen als der Körperkern. Im Blutbild von Patienten nach einem Peloidbad konnte festgestellt werden, dass durch die Verminderung der arteriovenösen Sauerstoffgehaltsdifferenz das venöse Blut hellrot (sauerstoffreich) war.
Der größte therapeutische Nutzen der Moorbäder entsteht durch ihre thermophysikalischen Eigenschaften, doch können sich Druck, Reibungswiderstand und Auftrieb auf Atmung und Herz nachteilig auswirken, ebenso bei einer Muskelschwäche der zu große Kraftaufwand bei Bewegungsübungen. Manchmal werden Moorbädern Salicylsäure und ätherische Öle zugesetzt.

## Hygiene und Recycling
Als Bestandteil einer Kur sind Einzelbäder in der Wanne üblich. Das ehemalige Bundesgesundheitsamt beurteilte Moorgemeinschaftsbäder als hygienisch unvertretbar, da sie unbemerkt verunreinigt werden können und eine Ansteckungsgefahr darstellten. In manchen Moorheilbädern wird „abgebadeter“ Torf nach mehr als fünfjähriger Lagerung und nach Zusatz von Frischtorf wiederverwendet.

## Indikationen
Indikationen (Heilanzeigen) sind:
- in der Komplementärmedizin als Hydrotherapie und als physikalische Therapie bei Burn-out und Erschöpfung.[4][28]
- rheumatische Erkrankungen[29]
- entzündliche und degenerative Gelenk- und Muskelerkrankungen
- Östrogenmangel[17] des weiblichen Organismus[30]

## Kontraindikationen
Kontraindikationen (Gegenanzeigen) sind:
- Überempfindlichkeit gegen Naturmoor
- Hauterkrankungen
- Herz-Kreislauf-Erkrankungen[17]
- Gefäßerkrankungen
- offene Verletzungen
- Schwangerschaft
- Endometriose
- Fieber
- Krebserkrankungen
- akute Infektionskrankheiten[31]
- Tuberkulose des Uterus und der Tuben[32]

## Ähnliche Anwendungen
Ähnlich wie Moorbäder wirken Moorpackungen, Moorlaugenbäder, Moorhalbbäder, Moorextraktbäder, Moorschwebstoffbäder, Moorsuspensionsbäder, Fangobäder, Heißpackungen, Parafango und Fangopackungen. Abzugrenzen sind die Moortrinkkuren. Früher verwendete man in der Pädiatrie sogenannte Torfmullbetten zur Trockenbettung von Säuglingen zur sofortigen Ableitung ihrer Ausscheidungen.
„Das Moorbad kann heute durch Moorkonserven auch im Hause verwendet werden, ohne daß dabei die gefürchtete Verschmutzung der Wanne eintritt.“ Im Fachhandel gibt es Plastikflaschen mit flüssigem Heiltorf als Badezusatz für Moorbäder in der eigenen Badewanne. Moorextrakte und Moorsalze dienen als Ersatz für Moorbäder.
Ähnliche Behandlungen mit Algen, Schlick und Sand finden Anwendung im Rahmen der Thalassotherapie in den Seeheilbädern wie zum Beispiel in Heiligendamm und Norderney.

## Moorkurorte
Als Moorbäder in der Bundesrepublik Deutschland galten zum Beispiel Bad Aibling, Bad Grund, Bad Hermannsborn, Bad Homburg vor der Höhe, Bad Hopfenberg, Isenstedt-Frotheim, Bad Kissingen, Landstuhl, Lüneburg, Bad Peterstal, Bad Pyrmont, Bad Reichenhall, Rothenuffeln, Bad Salzschlirf, Bad Schwalbach, Bad Segeberg, Bad Steben, Bad Tölz, Bad Tönnisstein, Bad Wimpfen, Bad Wurzach und andere. Am Anfang des 20. Jahrhunderts zählten noch Bad Elster, Franzensbad, Marienbad, Bad Cudowa, Bad Schwalbach, Bad Kohlgrub und Bad Steben zu den bekanntesten Moorbädern.

## Interessenvertretung
Die deutschen Kurorte haben sich im Deutschen Heilbäderverband zusammengeschlossen. Hier gibt es die Ausschüsse Seeheilbäder, Seebäder und Thalasso sowie Begriffsbestimmungen, Standardisierung und Prädikatisierung zur wissenschaftlichen und wirtschaftlichen Interessenvertretung auch der Moorbäder. Zusätzlich kümmert sich der eingetragene Verein Vereinigung für Bäder- und Klimakunde als einer seiner Fachverbände um das Qualitätsmanagement der Moorbäder. In den einzelnen Kurorten werden die Mooranwendungen (Badekuren) von den niedergelassenen Badeärzten im Rahmen der ambulanten Badekuren verordnet. Diese Kurärzte haben sich im Verband Deutscher Badeärzte (VDB) in Bad Oeynhausen organisiert. Die Rehabilitationskliniken werden vom Bundesverband Deutscher Privatkliniken e. V. vertreten, sofern nicht andere Kostenträger zuständig sind.